# Rak florydzki
Rak florydzki (Procambarus alleni) – gatunek pancerzowca z rodziny Cambaridae. Występuje na półwyspie Floryda w USA. 
Ciało o niebieskiej barwie, osiąga długość do 10 cm. Dojrzałość płciową osiągają przy długości ok. 6–7 cm. Gatunek hodowany w akwariach. Niezbyt wymagający.